# Valdir Benedito
Valdir Benedito (født 25. oktober 1965) er en tidligere brasiliansk fodboldspiller.

## Brasiliens fodboldlandshold
| Brasiliens landshold | Brasiliens landshold | Brasiliens landshold |
| År                   | Kmp                  | Mål                  |
| -------------------- | -------------------- | -------------------- |
| 1991                 | 3                    | 0                    |
| Total                | 3                    | 0                    |